# Trans-World-Airlines-Flug 260
Trans-World-Airlines-Flug 260 (Flugnummer: TW260, Funkrufzeichen TWA 260) war ein Linienflug der Trans World Airlines von Albuquerque nach Santa Fe. Am 19. Februar 1955 verunglückte auf diesem Flug die Martin 4-0-4 N40416 der Trans World Airlines, als die Maschine kurz nach dem Start in die Sandia Mountains flog. Bei dem Unfall kamen alle 16 Personen an Bord ums Leben. Als Unfallursache konnte später ein Instrumentenausfall identifiziert werden. Es handelte sich um den ersten Zwischenfall mit sowohl Todesopfern als auch einem Totalverlust einer Maschine des Typs Martin 4-0-4.

## Flugzeug
Bei der Maschine handelte es sich um eine Martin 4-0-4 mit der Werknummer 14120, die in ihrer Konfiguration für 40 Passagiere ausgelegt war. Am 27. Mai 1952 wurde die Maschine neu an die Trans World Airlines ausgeliefert und mit dem Luftfahrzeugkennzeichen N40416, dem Taufnamen Skyliner Binghampton und der Flottennummer 416 in Betrieb genommen. Das zweimotorige Kurzstreckenflugzeug war mit zwei Propellertriebwerken des Typs Pratt & Whitney R-2800 Double Wasp ausgestattet.

## Passagiere und Besatzung
Den Flug von Albuquerque nach Santa Fe hatten 13 Passagiere angetreten. Die Besatzung war dreiköpfig:
- Der 44-jährige Flugkapitän Ivan Spong war ab 1942 zum TWA-Piloten ausgebildet worden. Nach dem Zweiten Weltkrieg wurde er zum Flugkapitän befördert. Spong war von der Fluggesellschaft auch auf Interkontinentalflügen eingesetzt worden. Die Strecke von Albuquerque nach Santa Fé flog er an diesem Tag zum zwölften Mal.
- Der Erste Offizier James Jay Creason arbeitete seit drei Jahren für die Fluggesellschaft und war mit dem Flugabschnitt von Albuquerque nach Santa Fé sehr vertraut. Er war ihn bis zum Unfallzeitpunkt bereits 32-mal geflogen.
- Als Flugbegleiterin war Sharon Schoening an Bord, die seit 1953 für die TWA arbeitete.

## Unfallhergang
Mit der Maschine sollte an diesem Tag ein Flug nach Kansas City durchgeführt werden. Der erste Flugabschnitt sollte aus einem 26-minütigen Flug von Albuquerque nach Santa Fé bestehen. Die Piloten erhielten um 07:03 Uhr eine Freigabe zum Start von Startbahn 35 sowie zum Instrumentenflug nordwärts entlang der Luftstraße Victor 19. Die Piloten wurden aufgefordert, sich beim Überfliegen des Meldepunktes Weiler zu melden. Der Start erfolgte um 07:05 Uhr, danach wurde eine Rechtskurve geflogen, um dem ILS Localizer Backbeam-Kurs zu folgen, auf dem die Maschine nordwärts in Richtung Santa Fe auf 9.000 Fuß über dem Meeresspiegel steigen sollte. Die Sendekeule des Localizers konnte nicht empfangen werden. Die Maschine flog in eine Wolkenfront ein und setzte ihren Kurs in nordöstlicher Richtung direkt in Richtung der Sandia Mountains (Höhe 10.678 Fuß) fort. Es schien zunächst, als seien sich die Piloten ihrer Notlage bewusst gewesen und als hätten sie versucht, in das niedriger gelegene Gebiet des Rio-Grande-Tals westlich der Berge umzukehren. Kapitän Spong flog eine 180-Grad-Kurve nach Nordwesten, konnte die Maschine aber nicht hoch genug ziehen. Die Maschine flog um 7:13 Uhr auf der Ostseite des „Dragon Tooth“ gegen eine steile Granitklippe, als sie sich auf einem fast westwärtigen Kurs zurück nach Albuquerque befand.

## Suche und Bergung der Maschine
Die Position der Unfallstelle war nach dem Verschwinden der Maschine zunächst nicht bekannt. Das Flugzeug wurde vor seinem Verschwinden zuletzt in einer geschätzten Höhe von 3000 Fuß über Grund (8300 Fuß über dem Meeresspiegel) gesehen, wie es einen Steigflug in einem flachen Winkel bei hoher Geschwindigkeit ausführte. Die Maschine setzte dabei ihren Kurs in Richtung der Sandia-Hügelkette fort, deren oberer Teil von Wolken verhüllt war. Am Sonntagmorgen, dem 20. Februar, wurde das Wrack von James R. Bixler entdeckt, welcher wiederholt mit seinem Flugzeug über ein Gebiet der Sandia Mountains kreiste, in dem er die vermisste Maschine vermutete. An der Suche nach dem Wrack waren Hunderte von Menschen aus dem örtlichen Polizeirevier, von der Bundespolizei FBI, dem Bodenteam der Civil Air Patrol, der 44. Luftrettungseinheit der Lowry Air Force Base in Denver, der Trans World Airlines und dem Militär beteiligt. Zwei Handwerker, Frank Powers und George Boatman, welche zu einer Gruppe von Privatpersonen gehörten, die versuchten, die Absturzstelle zu erreichen, kamen als erste an die Maschine. Die Martin befand sich am östlichen Fuß des Berges, an dem sie aufgeschlagen war. Die Fundstelle befand sich in 9.243 Fuß Höhe über dem Meeresspiegel, direkt unterhalb des Kamms der Sandia-Hügelkette, ungefähr 13 Meilen nordöstlich des Flughafens Albuquerque und fast direkt auf einem geraden Kurs von 030 Grad vom Startflughafen.

## Ursache
Das Civil Aeronautics Board untersuchte die Umstände des Flugunfalls. Der abschließende Unfalluntersuchungsbericht wurde am 12. Oktober 1955 veröffentlicht. In diesem Bericht wurde der Unfall auf ein „mangelndes Befolgen der vorgeschriebenen Streckenverfahren“ und eine „Abweichung von den Luftstraßen“ zurückgeführt. Aufgrund von Kontroversen über einige Passagen des Berichts wurden weitere Untersuchungen angefordert. Am 26. August 1957 wurde ein überarbeiteter Unfallbericht durch das CAB herausgegeben. Aufgrund weiterer Entwicklungen veröffentlichte das CAB am 15. Juni 1960 eine Ergänzung zu seinem überarbeiteten Bericht vom August 1957.
Zu den Kontroversen hatte gehört, dass der erste Unfallbericht einen Pilotensuizid durch den Kapitän Ivan Spong implizierte oder zumindest für plausibel erscheinen ließ. Recherchen der Pilotenvereinigung ALPA konnten als Ursache des Unfalls einen hängengebliebenen Kurskreisel identifizieren.

## Gedenken
Im Jahr 2006, also 51 Jahre nach dem Unfall, wurde an der Unfallstelle eine Gedenkstätte errichtet.
Es gibt einen Geocaching-Cache, der über die Umstände dieses Zwischenfalls aufklärt.